# Política de Brunei

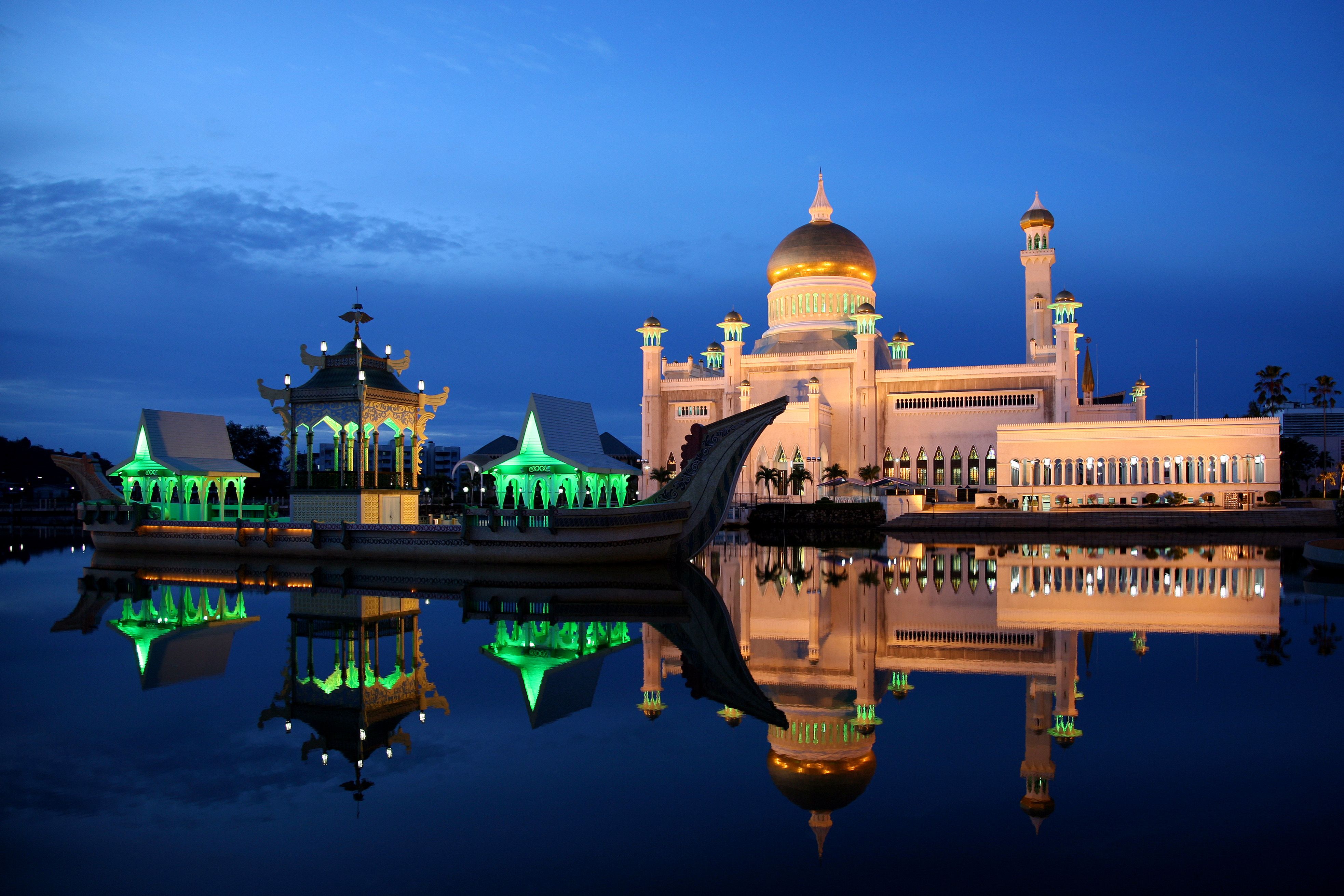
A Grande Mesquita de Omar Ali Saifuddin é a residência oficial do Sultão de Brunei, que é de facto, o chefe de estado e de governo do Brunei.

Brunei é uma monarquia absolutista, e sultanato islâmico .
Brunei é governado por um sultão que dirige um conselho de ministros e é coadjuvado por vários conselhos. Não existe um parlamento eleito mas, em Setembro de 2004, o Sultão convocou um conselho legislativo por ele nomeado, e que apenas tem funções consultivas.
Oficialmente o atual Sultão Hassanal Bolkiah é desde sua coroação em 1 de agosto de 1968 de facto o chefe de estado de Brunei, isso até que seu filho e herdeiro presuntivo há sucessão, o príncipe Al-Muhtadee Billah assuma ao trono como Sultão e  governante.
O país está em  estado de emergência desde 1960.